# Ільтяково
Ільтя́ково (рос. Ильтяково) — село у складі Шадрінського району Курганської області, Росія. Адміністративний центр Ільтяковської сільської ради.
Населення — 234 особи (2010, 371 у 2002).
Національний склад станом на 2002 рік: росіяни — 94 %.